# Синтерклаас

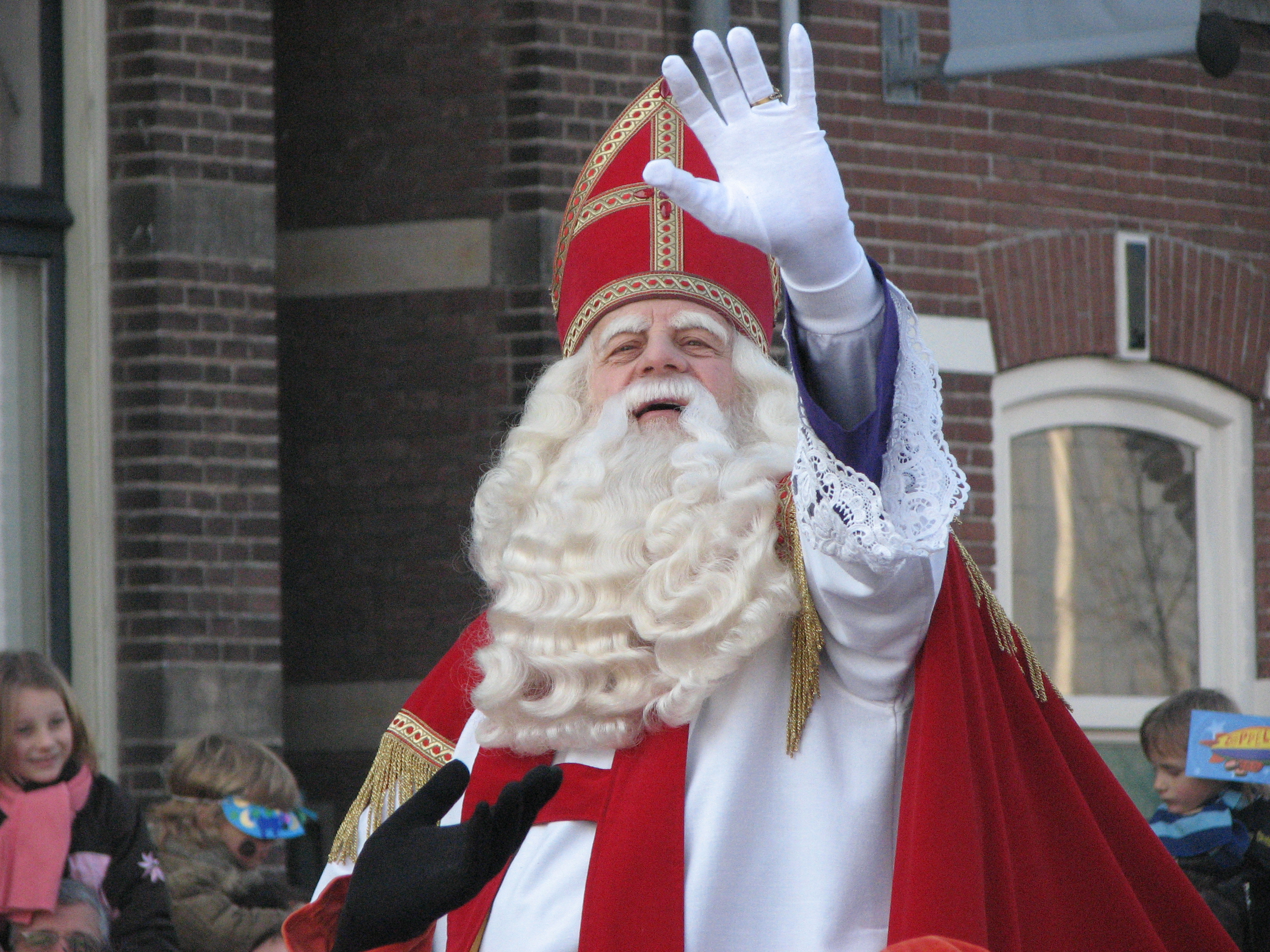
Синтерклаас

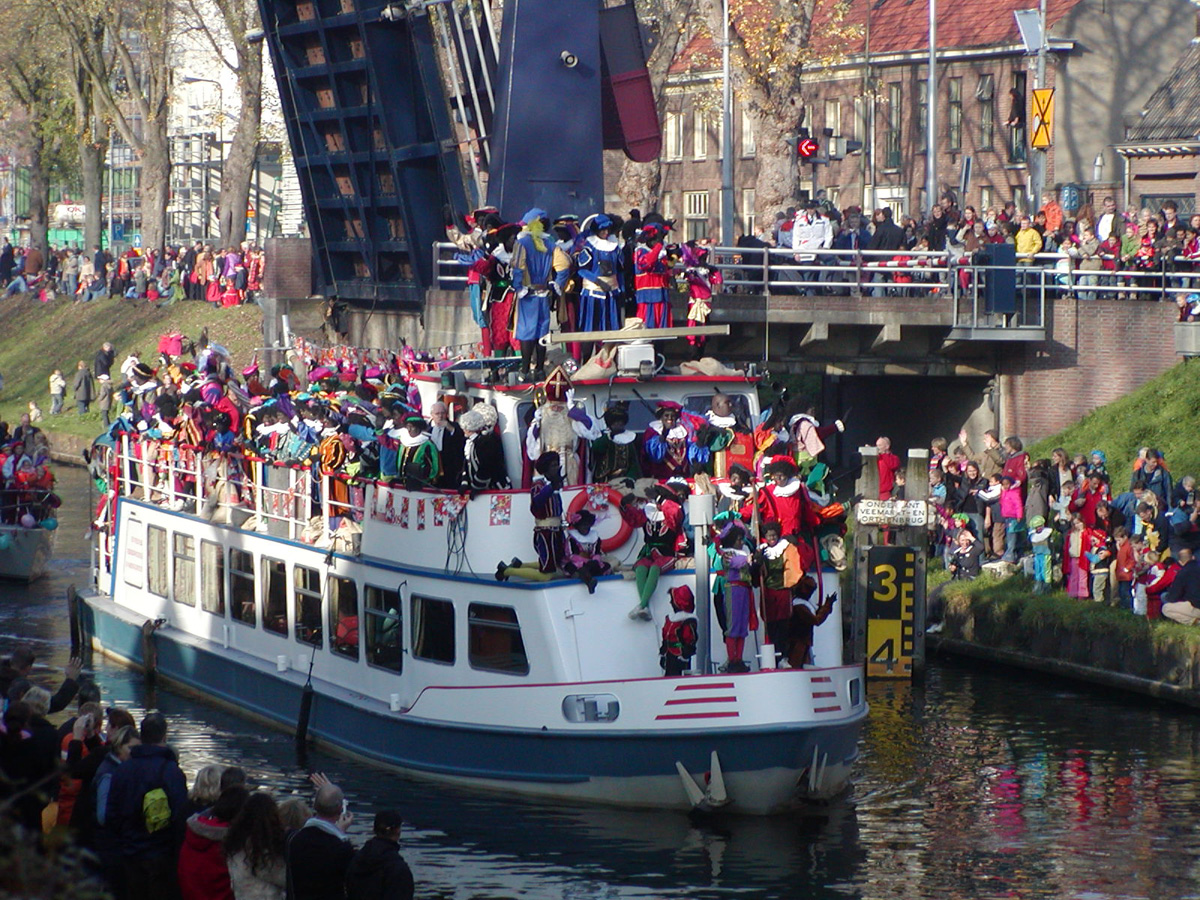
Прибытие Синтерклааса на пароходе из Испании

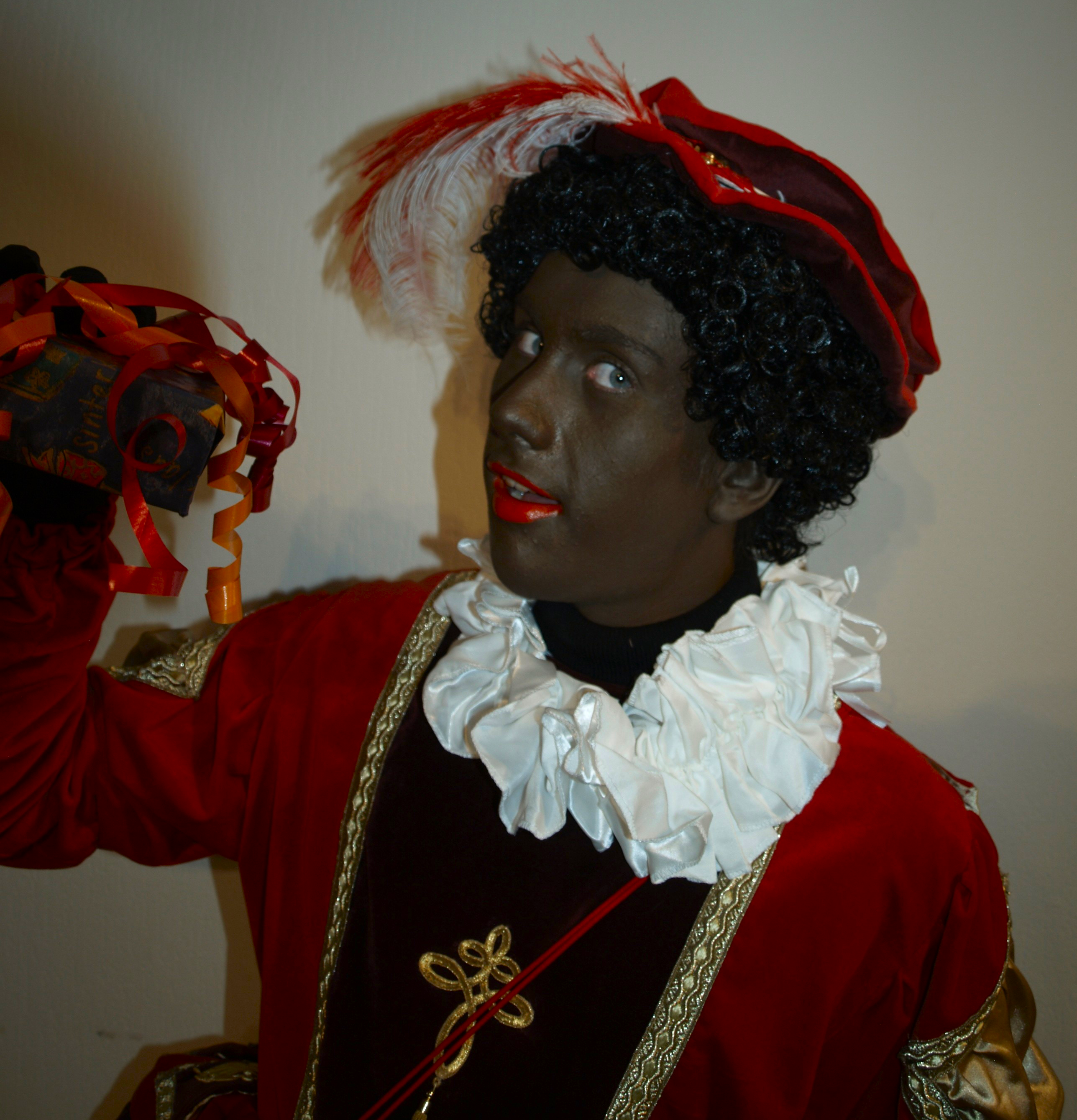
Чёрный Пит — помощник Синтерклааса

Синтерклаас (нидерл. Sinterklaas, также Sint Nicolaas или De Goedheiligman) — святой Николай, Санта-Клаус в Нидерландах и Бельгии. Он является главным героем одноименного ежегодного фольклорного фестиваля. Дети и взрослые отмечают День святого Николая 5 декабря (в Нидерландах) или 6 декабря (в Бельгии), хотя национальным праздником он не считается.
Он основан на традиции епископа Мирликийского, святого Николая, который с третьего века нашей эры жил в Малой Азии. Современный вид Синтерклааса, вероятно, происходит от иллюстрированной книги «Синт Николас и его слуги» («Sint Nicolaas en zijn knecht» (1850)) Яна Схэнкмана (нидерл. Jan Schenkman) (1806—1863), но праздник имеет гораздо более древнее происхождение. Каждый год все дети в Нидерландах ждут Синтерклааса. Он прибывает на пароходе в конце ноября из Испании, чтобы привезти все подарки к 5 декабря. Во многих городах Синтерклаас после прибытия на пароходе официально и торжественно проезжает со своей свитой по улицам и удостаивается приема от властей города.
Образ Синтерклааса — величественный старик с белой бородой и волосами, в красном халате и митре, который ездит на белом коне. У Синтерклааса много помощников, Чёрных Питов (нидерл. Zwarte Piet), которые делают всю грязную работу за святого. У них много работы: надо в целости и сохранности довезти ценный груз из Испании, упаковать и доставить на дом детям.
У Синтерклааса есть большая книга, где описаны все подарки всем детям, их имена и адреса. Но Синтерклаас слушается только родителей, поэтому дети должны все письма и пожелания передавать через них.
Каждый день с приезда Синтерклааса из Испании и до его отъезда по телевидению идет специальная программа о том, как проходит его день, какие возникают проблемы, как они решаются.
Дети учат специальные песни. Песенки поются также, когда Питы работают.
Желающие могут принять творческое участие в празднике. Лучших поэтов, писателей и просто предложивших какую-то хорошую идею показывают по телевидению.
Заключение всех эмоций приходится на 6 декабря. Утром дети находят подарок от Синтеркласса в своей туфле.
Похожий, но чётко различаемый праздник святого Николая отмечается в Люксембурге (люкс. Kleeschen), Германии и других европейских странах (см. список в статье Зимние фольклорные персонажи).

## Традиции

### Обувь
С момента прибытия Синтерклааса в страну, дети каждый вечер ставят у камина свою обувь, чтобы на утро найти в ней немного сладостей. Согласно традиции, ночью Чёрный Пит спускается по дымоходу и кладет конфеты в их обувь. В домах без дымоходов, обувь обычно ставят у передней или задней двери. Чёрный Пит будет признателен, если дети сделают что-то взамен. Поэтому ребята обычно оставляют рисунок для Синтерклааса или лакомства для его лошади (морковь, кусочек сахара или сено). Данная традиция упоминается с XV века.

### Вечер подарков (Pakjesavond)
До Второй Мировой войны Вечер подарков не был повсеместным явлением. Годы кризиса сыграли в этом большую роль. Повышение благосостояния после войны позволило расширить традиции и Вечер подарков стал традиционным для многих семей.
Синтерклаас постепенно превращается из невидимого волшебного носителя чудесных подарков в дедушку-друга детей, который приходит в гости с большим мешком подарков, и которого дети с нетерпением ждут.
Вечер подарков не только для детей. Взрослые тоже дарят друг другу подарки, обычно упакованные в оригинальном стиле, как «сюрприз». Выбор того, кому придется дарить подарок, обычно определяется жеребьевкой.
Вечер подарков — Нидерландская особенность. В Бельгии подарки получают утром 6 декабря.

### Песни
Песни про Синтерклааса передаются устно, в первую очередь от родителей к детям, и являются голландской песенной культурой, одной из немногих, которая до сих пор активно используется в практике пения.
Древнейшие священные песни о Святом Николае восходят к шестнадцатым и XVII векам. В XIX веке были записаны несколько народных песен о Синтерклаасе: «Sinterklaas goed heiligman», «Sinterklaas kapoentje» и «Sinterklaasje bonne bonne bonne». Нынешние традиционные песни о Синтерклаасе происходят почти полностью из второй половины девятнадцатого и первой половине XX века: J.P. Heije («Zie, de maan schijnt door de bomen»), Jan Schenkman («Zie, ginds komt de stoomboot / Uit Spanje weer aan») en Katharina Leopold («O, kom er eens kijken / Wat ik in mijn schoentje vind»).

### Лошадь
С начала 1990-х годов лошадь Синтерклааса в Нидерландах имеет имя: Америго. В 1950—1960-е годы были также использованы разные имена для лошади, в том числе «Majestueuzo» и «Бьянка». Во Фландрии, лошадь зовут «Плохая Погода Сегодня» («Slecht Weer Vandaag»).

### Одежда
Одежда Синтерклааса происходит от епископской, но имеет несколько значительных отличий. Накидка или плащ, который обычно носит Синтерклаас (в католичестве — ряса, сутана или тога — длинная священная одежда епископов сиреневого цвета, имеющая 33 кнопки, символизирующие количество лет Христа), имеет упрощенный дизайн. Под накидкой он носит стихарь. Стихарь отделан кружевом и заканчивается между коленями и лодыжками. На стихарь одет красный палантин и пояс с кистями на концах. Одна из самых ярких одеяний — красная мантия с золотой бахромой, которая свисает с плеч почти до земли. Обратная сторона мантии обычно золотисто-желтая или белая. Синтерклаас носит эту мантию поверх всей остальной одежды.
На голове Синтерклаас носит красную митру. Она отличается, как по форме, так и по цвету от митры епископов (красные митры не носили в католической церкви, как правило, они белые).
Жезл Синтерклааса очень сильно отличается от жезла епископов. Завиток является символом змеи (знак мудрости и бесконечности), который вертикальной линией нисходит вниз, как символ сошествия духа и мудрости в земное царство.
Он также, как правило, носит черные ботинки и длинные белые перчатки (иногда фиолетовые). На безымянном пальце он носит золотое архиерейское кольцо с рубином, обычно на правой руке.

### Лакомства
Типичные лакомства ко дню Синтерклааса:
- Шоколад (шоколадные монеты, шоколадные сигареты, шоколадные мыши и шоколадные лягушки).
- Шоколадные буквы
- Марципан
- Pepernoten
- Конфеты
- Глинтвейн и др.

## Приезд
Въезд в страну проходит обычно в середине ноября. Это событие транслируется по телевидению в прямом эфире. Синтерклаас приезжает в Нидерланды/Бельгию на своём корабле с подарками. В некоторые города и деревни, которые расположены далеко от побережья, он приезжает на своем коне, хотя иногда используются и другие виды транспорта. Прибытие Синтерклааса и его окружения является официальным сигналом для детей, что с этого момента они могут подготовить свою обувь, и на следующее утро могут ожидать что-нибудь сладкое.

## Отъезд
Отъезд обычно происходит 6-го декабря и отмечается народными гуляниями. Синтерклаас и его помощники устраивают прощальный концерт, а затем все провожают их обратно на корабль.

## Происхождение и история

### Николай Мирликийский
Многие традиции в современном празднике Синтерклааса восходят к Николаю Мирликийскому. Так же узнаваемы элементы празднования времен христианства. Николай Мирликийский родился в городе Патара в Ликии в Анталии, Турция, но в 280 году это была часть бывшей Римской Империи. Позже он стал епископом Миры, столицы Ликии. Он умер 6 декабря 342 года. Столетия спустя, после вторжения мусульман в эту область, останки святого были украдены в 1087 году и доставлены в Бари.
Изначально в восточном христианстве Николай был удостоен лика святого только в Восточной Европе, в особенности в Греции и России. Поскольку Николай покровитель моряков, он так же получил большое распространение у западно-европейских прибрежных народов. В XII веке его день был закреплен за 6 декабря. С тех пор культ поклонения Николаю распространился по всей Европе.
Несколько легенд говорят о Святом Николае, как о покровителе детей. Например, легенда о трёх школьниках, которые были убиты трактирщиком и возвращены к жизни Николем, легенда о трёх бедных дочерях, которые смогли выйти замуж, благодаря его подаркам, или легенда о ребёнке, которого Святой Николай спас из огня.

### Протестантские возражения
Протестантские министры в Нидерландах пытались отменить этот праздник, как католическое суеверие. Около 1600 года в Дэлфте, например, было запрещено отмечать этот праздник и открыто продавать традиционные лакомства. Церковный реформатор Мартин Лютер тоже протестовал против праздника. Он считал, что для того, чтобы дарить подарки, больше подходит Рождество. Но праздник Синтерклааса был настолько популярен (даже в строгой протестантской части населения), что их усилия не увенчались успехом. Люди перестали отмечать праздник на улице, но продолжали делать это дома. Но в XX веке празднование Синтерклаас достигло наибольшего размаха.

### Современный детский праздник
Синтерклаас приезжает в Нидерланды из Испании. В своей книге он может увидеть, плохие или хорошие поступки совершал ребёнок и достоин ли он подарка. Если ребёнок вёл себя плохо, то Чёрный Пит забирал его с собой в мешке в Испанию. Раньше данная тема воспитательного характера была ярко обозначена в контексте праздника. Позже Синтерклаас превратился из деспотического педагога в друга детей. Мешки он стали использовать для транспортировки подарков, а ребёнку стало достаточно пообещать, что он больше не будет делать ничего плохого.